# Loïc Van der Linden
Pas d'image ? Cliquez ici

a Compétitions nationales et continentales officielles uniquement.

b Matchs officiels uniquement.
Dernière mise à jour le 5 novembre 2013.
Loïc Van der Linden, né le 15 mai 1966 à Nogent-sur-Marne est un joueur de rugby à XV devenu entraîneur. Il joue au poste de troisième ligne aile. Il est international en équipe de France B et en équipe de France de rugby à sept et il a deux sélections avec l'équipe nationale belge à XV[réf. nécessaire].

## Biographie
Loïc Van der Linden joue en club avec le Rugby club auxerrois, le CA Brive et l'USA Limoges. Le 25 janvier 1997, il joue avec le CA Brive la finale de la coupe d'Europe (première édition avec les clubs anglais) à l'Arms Park de Cardiff face au Leicester Tigers, les brivistes s'imposent 28 à 9 et deviennent les deuxièmes champions d'Europe de l'histoire après le Stade toulousain en 1996. La saison suivante, il revient en finale avec le CA Brive au parc Lescure de Bordeaux face à Bath mais les Anglais s'imposent 19 à 18. Il est également finaliste du championnat de France en 1996.
À sa retraite sportive, il devient entraîneur et dirige successivement les clubs de l'USA Limoges, du RC Chalon et du SU Agen.

## Palmarès
- Coupe d'Europe :
  - Vainqueur (1) : 1997
  - Finaliste (1) : 1998
- Championnat de France de première division :
  - Vice-champion (1) : 1996
- Challenge Yves du Manoir :
  - Vainqueur (1) : 1996